# Cicely Hamilton
Cicely Mary Hamilton (nascida Hammill; 15 de junho de 1872 – 6 de dezembro de 1952), foi uma atriz, escritora, jornalista, sufragista e feminista inglesa que participou da luta pelo sufrágio feminino no Reino Unido. Ela é mais conhecida pela peça feminista How the Vote was Won (Como Ganhamos o Voto), em que um homem que se opõe às sufragistas muda de ideia quando as mulheres no seu entorno entram em greve. Ela também escreveu uma das peças sufragistas mais encenadas, A Pageant of Great Women (Um Desfile de Grandes Mulheres), de 1909, que inclui Jane Austen como uma das personagens apontadas como “Mulheres Eruditas”.

## Biografia
Cicely Hammill nasceu em 1872 na área de Paddington, em Londres, sendo a mais velha dos quatro filhos de Maude Mary e Denzil Hammil. Ela foi educada em Malvern, Worcestershire e em Bad Homburg vor der Höhe. Hammill foi criada por pais adotivos, pois sua mãe havia desaparecido. Depois de um breve período trabalhando como professora, passou a atuar em uma companhia itinerante. Ela adotou o pseudônimo "Cicely Hamilton" em consideração à sua família. Depois, passou a escrever peças que abordavam temas feministas, e viveu um período bem-sucedido escrevendo para o teatro comercial. A atuação de Hamilton numa encenação de Fanny’s First Play (A Primeira Peça de Fanny), de George Bernard Shaw, foi elogiada.
Em 1908, ela e Bessie Hatton fundaram a Liga das Escritoras pelo Sufrágio (Women Writers' Suffrage League). A organização cresceu e alcançou cerca de 400 membros, incluindo nomes como os de Ivy Compton-Burnett, Sarah Grand, Violet Hunt, Marie Belloc Lowndes, Alice Meynell, Olive Schreiner, Evelyn Sharp, May Sinclair e Margaret L. Woods. A liga produziu materiais de campanha, escritos por Sinclair e também por outras mulheres, e recrutou diversos homens notáveis para serem apoiadores.

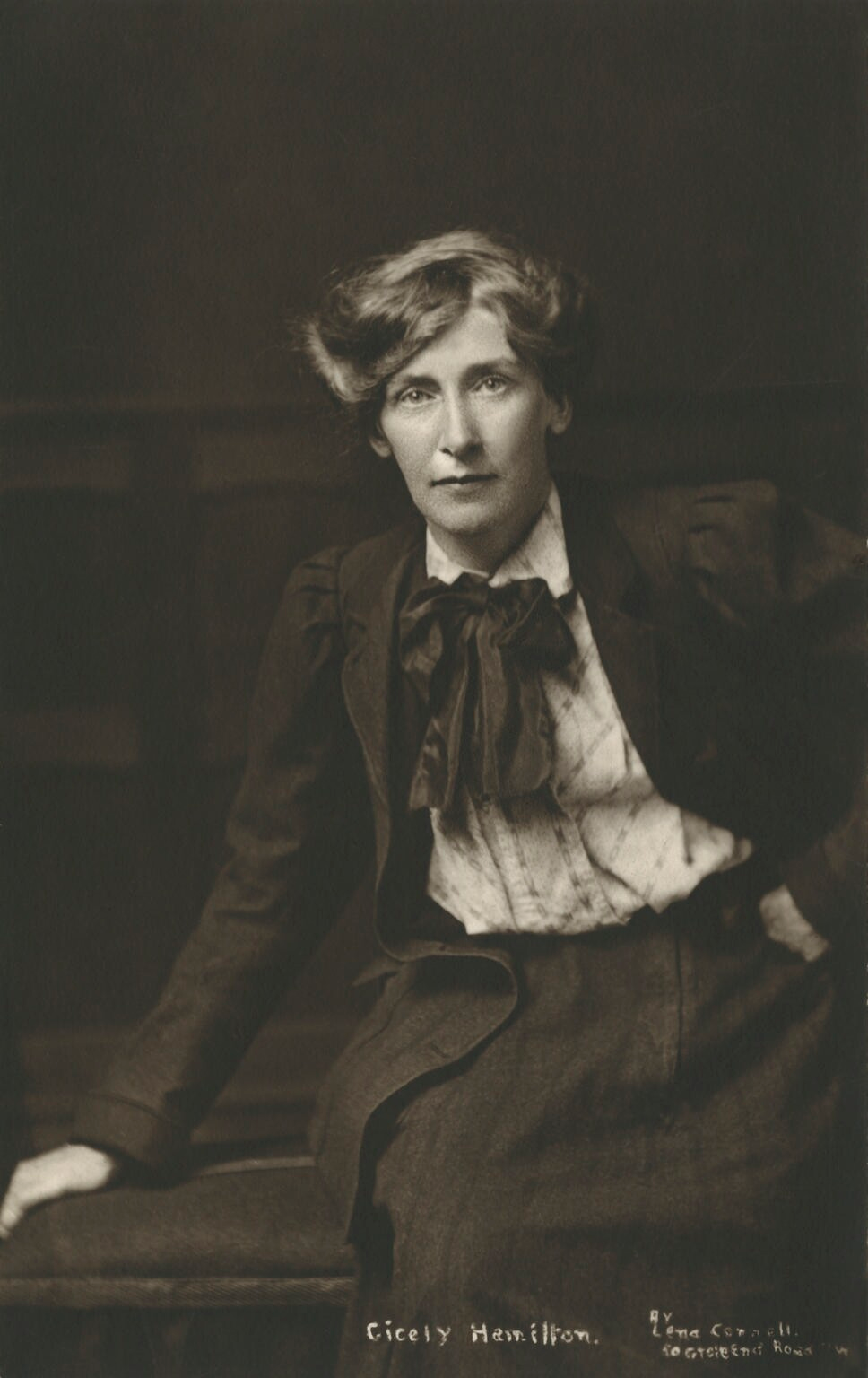
Fotografia tirada por Lena Connell da década de 1910

Hamilton escreveu a letra de "The March of the Women" (A Marcha das Mulheres), canção que Ethel Smyth compôs em 1910 para a União Social e Política das Mulheres. A primeira performance da canção aconteceu nas Galerias de Suffolk Street, em Pall Mall, para celebrar a libertação das mulheres que haviam sido presas de modo violento no protesto sufragista que ficou conhecido como Black Friday. A letra da canção era especialmente adequada para aquela ocasião:
 
Shout, shout up with your song!

Cry with the wind for the dawn is breaking.

March, march swing you along,

Wide blows our banner and hope is waking,

Sing with its story, dreams with their glory,

Lo! They call and glad is their word!

Forward! Hark how it swells

Thunder and freedom, the voice of the Lord!

(Gritem, gritem sua canção! / Gritem com o vento pois está amanhecendo. / Marchem, marchem adiante, / Nossa bandeira se estende imensa e nossa esperança desperta, / Cantem sua história, sonhem com sua glória, / Ouçam! Elas chamam, e feliz é o que dizem! / Em frente! Escutem como se expande / Trovão e liberdade, a voz do Senhor!)
Naquele tempo, antes do surgimento do rádio, a produção de peças curtas que podiam ser encenadas por todo o país representava uma maneira efetiva de transmitir uma mensagem para a sociedade e torná-la assunto de discussão; foi assim que nasceu o teatro sufragista. As peças Votes for Women (Votos para as Mulheres), de Elizabeth Robins, e How the Vote Was Won, de Hamilton e Christopher St. John, são dois dos títulos mais relevantes pertencentes ao gênero. Hamilton também escreveu A Pageant of Great Women, uma peça sufragista de grande sucesso que foi inspirada nas ideias de uma amiga, a diretora teatral Edith Craig. Hamilton interpretou a "Mulher" e Craig interpretou a pintora Rosa Bonheur, uma das cerca de cinquenta grandes mulheres que aparecem na peça. As fotografias que Lena Connell fez das atrizes principais foram vendidas para ajudar na causa do sufrágio. Connell exibiu as imagens na Royal Photographic Society entre 1910 e 1911. A peça foi encenada por todo o Reino Unido entre 1909 e o começo da Primeira Guerra Mundial.  Hamilton era membro da sociedade teatral de Craig, a Pioneer Players . Sua peça Jack and Jill and a Friend (Jack e Jill e Um Amigo) foi uma das três que fizeram parte da primeira produção realizada pelo Pioneer Players, em maio de 1911. Hamilton serviu de inspiração para jovens estudantes que apoiavam o sufrágio como, por exemplo, Winifred Starbuck, que matinha sobre a sua escrivaninha retratos de Hamilton e de outras líderes sufragistas envoltos em molduras roxas, brancas e verdes e que, mais tarde, também passou a protestar no ambiente escolar, fazendo grafite ou escondendo os registros e a sineta da escola, gestos que serviam como uma forma de resistência um pouco mais branda à autoridade em favor do sufrágio feminino.
Durante a Primeira Guerra Mundial, Hamilton inicialmente colaborou com a organização dos serviços de enfermagem oferecidos junto ao serviço de ambulâncias do grupo Scottish Women’s Hospitals for Foreign Services, que atuava perto de Paris.  Depois disso, passou a integrar o exército como auxiliar e, mais tarde, fundou um grupo teatral para entreter as tropas. Depois da guerra, ela trabalhou como jornalista freelancer, reportando especialmente a respeito do tema do controle de natalidade, foi assessora de imprensa na Conferência Internacional pelo Sufrágio de Genebra e trabalhou como dramaturga para o Birmingham Repertory Theatre. Quando a companhia Lena Ashwell Players foi criada em 1923, Hamilton atuou como uma das diretoras. As outras três eram Lena Ashwell, Esme Church e Marion Fawcett, que administravam o teatro.
Hamilton foi uma colaboradora frequente da revista Time and Tide e também membro ativo do grupo feminista Six Point Group, organizando campanhas pelos direitos das crianças, das viúvas e das mães solteiras, pela guarda igualitária dos filhos e pela igualdade salarial no ensino e no serviço público. Em 1938, passou a receber uma pensão especial por serviços prestados ao público. Ela foi amiga de E. M. Delafield, e acredita-se que tenha servido de modelo para a personagem “Emma Hay” nos livros da série Provincial Lady, de autoria de Delafield.
O romance Theodore Savage (1922), escrito por Hamilton, é uma obra de ficção científica que apresenta uma Grã-Bretanha devastada pela guerra. Ela também escreveu muitas histórias sob o pseudônimo “Max Hamilton” para as revistas direcionadas ao público infantil e adolescente que eram publicadas pela Amalgamated Press. Usando o nome Max Hamilton, tornou-se a primeira mulher a escrever uma história a respeito do detetive Sexton Blake, a qual foi publicada numa edição de 1906 da revista The Union Jack.
A autobiografia de Hamilton, Life Errant (Vida Errante), foi publicada em 1935. Ela morreu em Chelsea em 1952.
Em julho de 2017, o Finborough Theatre, em Londres, encenou a primeira produção londrina em mais cem anos da peça Just to Get Married (Apenas para se casar), de autoria de Hamilton. A produção recebeu críticas positivas (4 estrelas) do The Times, do The Observer, do The Evening Standard  e do The New York Times.

## Obras

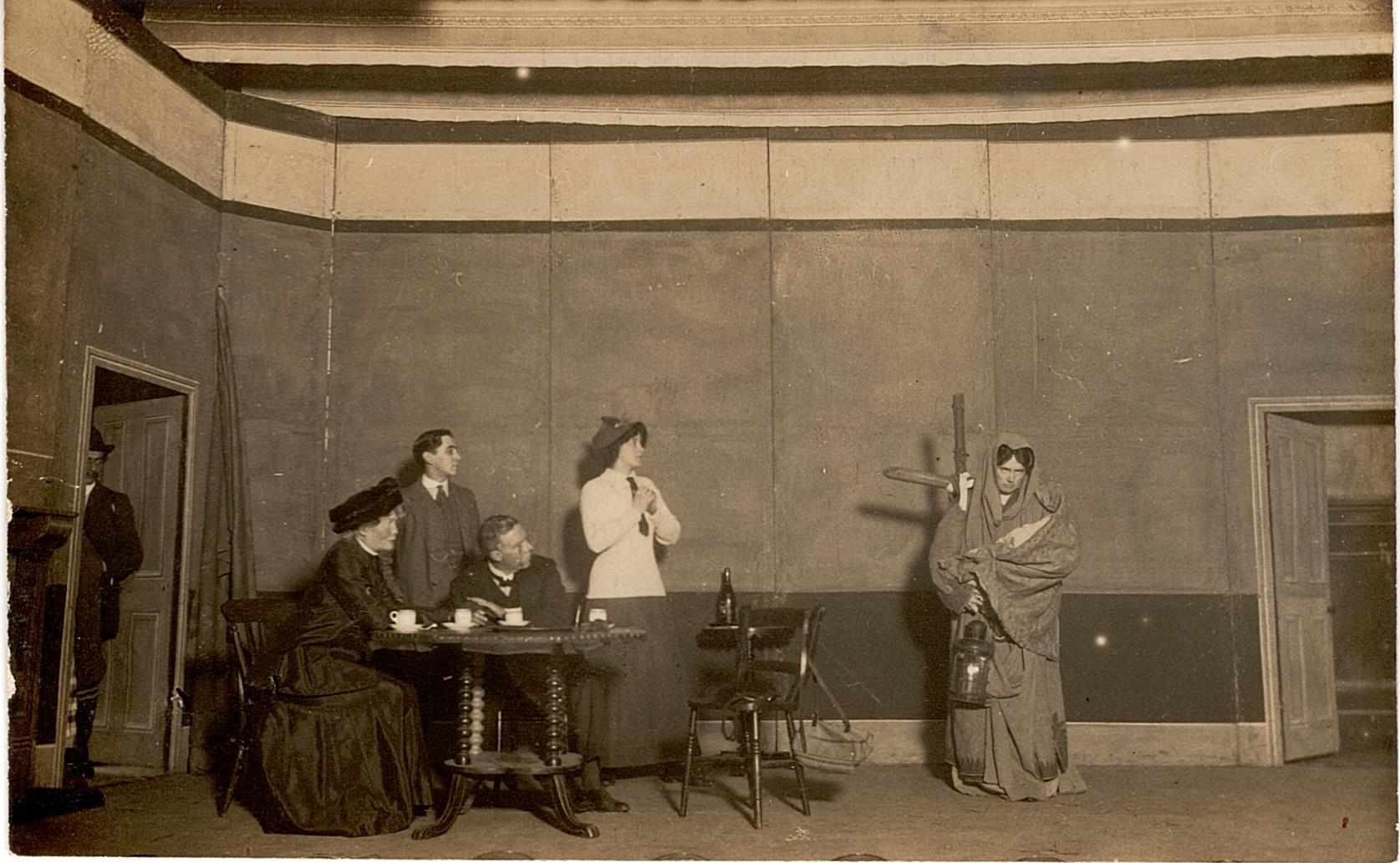
Provavelmente a peça 'A Pageant of Great Women' encenada pela Actresses' Franchise League.

- A peça The Traveller Returns (1906)
- Diana of Dobson's (romance, peça de 1908)
- Women's Votes (1908)
- Marriage as a Trade (1909)
- How the Vote was Won (1909) peça
- A Pageant of Great Women (1910)
- Just to Get Married (1911) peça
- Jack and Jill and a Friend (1911)
- Lady Noggs (1912) peça
- William - an Englishman (1919) novel (reimpresso pela Persephone Books em 1999)
- The Child in Flanders: A Nativity Play (1922)
- Theodore Savage: A Story of the Past or the Future (1922)
- The Old Adam (1924)
- Non-Combatant (1924)
- The Human Factor (1925)
- The Old Vic (1926) com Lilian Baylis
- Lest Ye Die (1928)
- Modern Germanies, as seen by an Englishwoman (1931)
- Modern Italy, as seen by an Englishwoman (1932)
- Modern France, as seen by an Englishwoman (1933)
- Little Arthur's History of the Twentieth Century (1933)
- Modern Russia, as seen by an Englishwoman (1934)
- Modern Austria, as seen by an Englishwoman (1935)
- Life Errant (1935), autobiografia
- Modern Ireland, as seen by an Englishwoman (1936)
- A Escócia moderna, vista por uma inglesa (1937)
- Modern Scotland, as seen by an Englishwoman (1938)
- Modern Sweden, as seen by an Englishwoman (1939)
- The Englishwoman (1940)
- Lament for Democracy (1940)
- The Beggar Prince (1944)
- Holland To-day (1950)

## Links externos
- Obras de Cicely Hamilton em eBook (em inglês) na Standard Ebooks
- Obras de Cicely Hamilton (em inglês) no Projeto Gutenberg
- Página na Literary Encyclopedia (em inglês)
- Página no Spartacus (em inglês)
- AHRC Ellen Terry and Edith Craig Archive Database (em inglês)
- Perfil da autorana Persephone Books (em inglês) Arquivado em 19 março 2018 no Wayback Machine
- William – An Englishman (em inglês) na Persephone Books
- Works by or about Cicely Hamilton at the Internet Archive
- Obras de Cicely Hamilton (em inglês) no LibriVox (livros falados em domínio público)
- Roteiro da peça 'A Child in Flanders'  (em inglês) no The Great War Theatre Project